# Ross of Mull
Ross of Mull är en halvö i Storbritannien.   Den ligger i kommunen Argyll and Bute och riksdelen Skottland, i den nordvästra delen av landet, 700 km nordväst om huvudstaden London. Ross of Mull ligger på ön Inner Hebrides.